# King’s Bromley
King’s Bromley – wieś w Anglii, w hrabstwie Staffordshire, w dystrykcie Lichfield. Leży 22 km na wschód od miasta Stafford i 179 km na północny zachód od Londynu. Miejscowość liczy 1651 mieszkańców.